# Jules Koundé
Jules Olivier Koundé (Pariz, 12. studenog 1998.) francuski je nogometaš beninskog podrijetla koji igra na poziciji braniča. Trenutačno igra za Barcelonu.

## Klupska karijera

### Bordeaux
Za Bordeaux je debitirao 7. siječnja 2018. u utakmici Coupe de Francea u kojoj je Bordeaux u produžetcima izgubio 2:1 od Granvillea. Šest dana kasnije debitirao je u ligi protiv Troyesa koji je izgubio susret s minimalnih 0:1. Svoj prvi gol za klub postigao je 10. veljače kada je Bordeaux u ligaškoj utakmici pobijedio Amiens 3:2. U UEFA Europskoj ligi debitirao je 20. rujna 2018. protiv Slavije Prag koja je dobila Bordeaux 1:0. Koundé je protiv iste momčadi postigao svoj jedini gol u UEFA Europskoj ligi za Bordeaux i to u utakmici odigranoj 29. studenog koja je završila 2:0. Svoj debi u natjecanju Coupe de la Ligue ostvario je 19. prosinca protiv Dijona koji je poražen s minimalnih 0:1.

### Sevilla
Dana 3. srpnja 2019. potpisao je za Sevillu. Bordeaux je za taj transfer navodno dobio 25 milijuna eura. Za novi je klub debitirao 18. kolovoza u utakmici La Lige u kojoj je Espanyol poražen 0:2. U UEFA Europskoj ligi debitirao je 19. rujna kada je azerbajdžanski klub Qarabağ izgubio 0:3. U Copa del Reyu debitirao je 18. prosinca protiv Bergantiñosa te je pritom postigao svoj prvi gol za klub, ujedno i jedini na utakmici. Svoj prvi ligaški gol za Sevillu postigao je 23. veljače 2020. u utakmici protiv Getafea koja je završila 0:3. Koundé je sa Sevillom osvojio UEFA Europsku ligu 2019./20. te je bio uvršten u najbolju momčad sezone tog natjecanja. Odigrao je cijelu utakmicu UEFA Superkupa 2020. u kojoj je Bayern München pobijedio Sevillu 2:1 u produžetcima. U UEFA Ligi prvaka debitirao je 28. listopada kada je Sevilla s minimalnih 1:0 pobijedila Rennes. Protiv istog je protivnika postigao svoj prvi pogodak u tom natjecanju i to 8. prosinca kada je Rennes poražen 1:3.

### Barcelona
Dana 28. srpnja 2022. Barcelona je objavila da je postigla dogovor sa Sevillom oko transfera Koundéa.

## Reprezentativna karijera
Tijekom svoje omladinske karijere nastupao je za selekcije Francuske do 20 i 21 godine.
Dana 18. svibnja 2021. Didier Deschamps, izbornik A selekcije francuske nogometne reprezentacije, objavio je popis koji sadrži imena 26 igrača među kojima je bio i Koundé, za odgođeno Europsko prvenstvo 2020. Za A selekciju Francuske debitirao je 2. lipnja kada je Wales u prijateljskoj utakmici poražen 3:0. Jedinu utakmicu na Europskom prvenstvu 2020. odigrao je 23. lipnja kada je Francuska u posljednjem susretu grupne faze igrala 2:2 s Portugalom. S Francuskom je osvojio UEFA Ligu nacija 2020./21.

## Priznanja

### Individualna
- Član momčadi sezone UEFA Europske lige: 2019./20.[9]

### Klupska
Sevilla
- UEFA Europska liga: 2019./20.[8]

### Reprezentativna
Francuska
- UEFA Liga nacija: 2020./21.[14]

## Vanjske poveznice
- Profil, Francuski nogometni savez
- Profil, Transfermarkt